# Texella longistyla
Texella longistyla is een hooiwagen uit de familie Phalangodidae.